# Газотранспортний консорціум
Ідея створення газотранспортного консорціуму виникла в ході переговорів президента України Леоніда Кучми, канцлера ФРН Герхарда Шредера і президента Росії Володимира Путіна в 2002 році. У 2003-му було створено ТОВ "Міжнародний консорціум з управління газотранспортною системою України", в якому по 50% належало "Нафтогазу" і "Газпрому", протягом переговорів з «Газпромом» німецька сторона зникла з угод. Проте проект так і не був реалізований через різне розуміння акціонерами функцій даного підприємства. Тоді російська монополія наполягала на управлінні всією українською ГТС, а українська сторона пропонувала обмежитися будівництвом двох нових газопроводів: "Богородчани–Ужгород" і "Новопськовськ–Александров Гай". На думку «Газпрому», Консорціум відпочатку замислювався для того, щоб спільно управляти ГТС і спільно інвестувати в її розвиток і роботу. Згідно з «Газпромом», передача ГТС в управління консорціуму дозволить Україні наростити об'єми транзиту природного газу з 110 мільярдів до 130-140 мільярдів кубометрів у рік.
У лютому 2007 року Верховна Рада України прийняла закон про заборону приватизації газо-транспортної системи України.http://zakon4.rada.gov.ua/laws/show/605-16
але у грудні 2011 року цей закон був відмінений 
```
    5. У    Законі   України   "Про   трубопровідний   транспорт" 
```

( 192/96-ВР ) (Відомості Верховної Ради України,  1996 р.,  N  29, 
ст. 139;  2007 р.,  N 13,  ст.  135; 2009 р., N 19, ст. 257, N 28, 
ст. 354; 2011 р., N 30, ст. 278): 
```
    частини другу і третю статті 7 виключити; 
```

http://zakon4.rada.gov.ua/laws/show/4220-17 [Архівовано 3 квітня 2013 у Wayback Machine.]